# قنات ارمنی ماموره
قنات ارمنی ماموره مربوط به دوره قاجار است و در شهرستان بروجن، بخش گندمان، روستای ماموره واقع شده و این اثر در تاریخ ۱۱ مرداد ۱۳۸۴ با شمارهٔ ثبت ۱۲۴۲۷ به‌عنوان یکی از آثار ملی ایران به ثبت رسیده است.